# BMW X7
BMW X7 је велики луксузни кросовер који производи немачка фабрика аутомобила BMW од 2019. године. BMW X7 је највећи BMW-ов СУВ.  
5. јула 2019. године лансиран је концептни аутомобил у пикап верзији, који није намењен производњи.
Главни конкуренти су му Мерцедес ГЛС класе, Ауди Q7, Ланд Ровер дискавери, Волво XC90 и Линколн навигатор.

## Прва генерација (G07; 2019–)
Први пут је најављен марта 2014. године. Нови надолазећи кросовер је приказан као концепт возило Concept X7 iPerformance на салону аутомобила у Франкфурту 2017. године. Званично је представљен 17. октобра 2018. године, а на тржишту је доступан од марта 2019. године. Производи се у BMW-овој фабрици у Греру, у Јужној Каролини, Сједињене Државе.
BMW G07 има три реда седишта и изграђен је на истој BMW CLAR платформи као и BMW X5 (G05). За разлику од X5, није доступан са погоном на задњим точковима, има погон само на свим точковима (xDrive).
Дизајн спољашњости није превише одступио од концепта из 2017. године. Фарови нису уски као код концепта, ретровизори су мало већи, али је задржана масивна маска хладњака, која доминира предњим делом аутомобила. Задњи део X7 готово да је пресликан са концепта. Поглед са стране открива да су задња врата возила шира него предња, што је уступак путницима који треба да се лакше сместе у трећи ред седишта. Путничка кабина је веома пространа и луксузна, са потпуно дигитализованим кокпитом који се састоји од два велика 12,3 инчна дисплеја, онај испред возача мења конвенционалну аналогну инструмент таблу, док десни екран опслужује BMW-ов мултимедијални систем. Четворозонски клима-уређај је стандардни део опреме. X7 је опремљен троделним панорамским стакленим кровом. Врата пртљажника су дводелна, тако да се по потреби може отварати само горњи сегмент.

## Галерија
- Предњи део
- Задњи део
- Унутрашњост